# カショエイラ・ド・スル
座標: 南緯30度02分21秒 西経52度53分38秒 / 南緯30.03917度 西経52.89389度
カショエイラ・ド・スル（ポルトガル語: Cachoeira do Sul）は、ブラジルのリオ・グランデ・ド・スル州にある基礎自治体。
南緯30度02分21秒、西経52度53分38秒、標高およそ68m地点に位置する。人口8万9120人（2004年）、面積3715.5平方キロ。
パレオロタのジオパークの一部に指定されている。